# Guy Gilloteaux
Guy Gilloteaux, né à Marche-en-Famenne le 15 août 1963, est professeur de géographie à Bastogne et ancien bourgmestre de La Roche-en-Ardenne. Homme politique francophone belge apparenté au MR, il n’a jamais été candidat à aucune élection fédérale ni régionale.

## Études et formation
Après des études secondaires à l’Institut Saint-Joseph à Saint-Hubert, il obtient une licence en Sciences géographiques et un diplôme d’agrégation à l’Université de Liège.

## Carrière politique
- Conseiller communal de La Roche-en-Ardenne de 2001 à 2006
- Échevin du tourisme de La Roche-en-Ardenne de 2006 à 2011[2]
- Bourgmestre de La Roche-en-Ardenne depuis le 16 mai 2011[3]

## Réalisations et intercommunalités
- Création de Agence de Développement Local Houffalize-La Roche[4] avec Marc Caprasse, bourgmestre d'Houffalize
- Création de la Maison du tourisme Houffalize-La Roche[5]
- Création de la réserve naturelle du Deister[6]
- Création de la Régie communale autonome de La Roche-en-Ardenne[7]

## Expulsion de 240 scouts flamands suspendue par le Conseil d'État
Le 14 juillet 2022, les responsables de l’unité scoute de Wilrijk (Province d’Anvers) apprennent qu’ils ne peuvent tenir leur camp d’été à Hotton en raison d’un problème de surréservation. Ils contactent Guy Gilloteaux, qui leur propose d’installer leurs tentes à Samrée. Dès leur arrivée le 16 juillet et dans les jours qui suivent, les scouts commettent plusieurs infractions : tapage nocturne, intrusion dans des propriétés privées, défécation dans les jardins avoisinants, allumage de feux en période de sécheresse et altercation avec le tenancier d’une friterie.
A cinq reprises, la police locale se déplace sur les lieux à la suite des plaintes des riverains. Constatant que les infractions se poursuivent malgré les avertissements, Guy Gilloteaux prend un arrêté d’expulsion des scouts le 26 juillet avec le soutien d’Olivier Schmitz, gouverneur de la Province de Luxembourg. Cette nouvelle crée un émoi en Flandre car les 240 scouts ont l’injonction de quitter le camp sous 24 heures.
Une suspension de l’arrêté du bourgmestre est déposée en référé par l’organisation Scouts en Gidsen Vlaanderen auprès du Conseil d'État le 27 juillet. « Cette citation est signée à 15h17 pour une audience à 16 heures. La Roche-en-Ardenne-Bruxelles, 130 km, en moins de 45 minutes, c'est impossible à moins d'y aller en hélicoptère. Je suis donc dans l'impossibilité de me défendre » constate Guy Gilloteaux. En l’absence de Guy Gilloteaux à l’audience, les requérants ont gain de cause et le Conseil d'État suspend l’exécution de l’arrêté du bourgmestre de la ville de La Roche-en-Ardenne. Cette décision laisse un goût amer aux riverains, même si les scouts flamands s’engagent à ne plus faire la fête de manière exubérante jusqu’à leur départ le 30 juillet.